# 데이비드 하스켈
데이비드 해스컬(David Haskell, 1948년 6월 4일 ~ 2000년 8월 30일)은 미국의 배우, 가수이다.
샌와킨군에서 태어났으며 우들랜드힐스에서 사망하였다.

## 출연 작품
- 부스터 (1988년)
- 침실의 표적 (1984년)
- 프린세스 데이지 (1983년)
- 세기의 거래 (1983년)
- 핑크빛 소동 (1980년)
- 가스펠 (1973년) - 존 / 유다 역

### 텔레비전
- 낫츠 랜딩 (1979년)
- 아들과 딸들 (1977년)